# Øre (geografi)
 For alternative betydninger, se Øre (flertydig). (Se også artikler, som begynder med Øre)
Et øre eller ør betegner en lav sandet eller gruset strandbred, som stikker frem i søen eller rager op over den . Øre som betegnelsen for et fremspringende kystlandskab (som halvø eller odde) forekommer ofte i danske stednavne som for- eller efterled. Det kendes fra fx Øresund, Helsingør og Dragør. Efterleddet svækkes undertiden til -er, fx i Gedser. Navnet svarer til oldnordisk hhv. aurr (≈strandgrus) og eyrr (≈sandet ell. gruset strandbred) .